# سرخس جاوا
سرخس جاوا(نام علمی: Microsorum pteropus) نام یک گونه از تیره بسپایکیان است.